# Banchetto di Nyköping

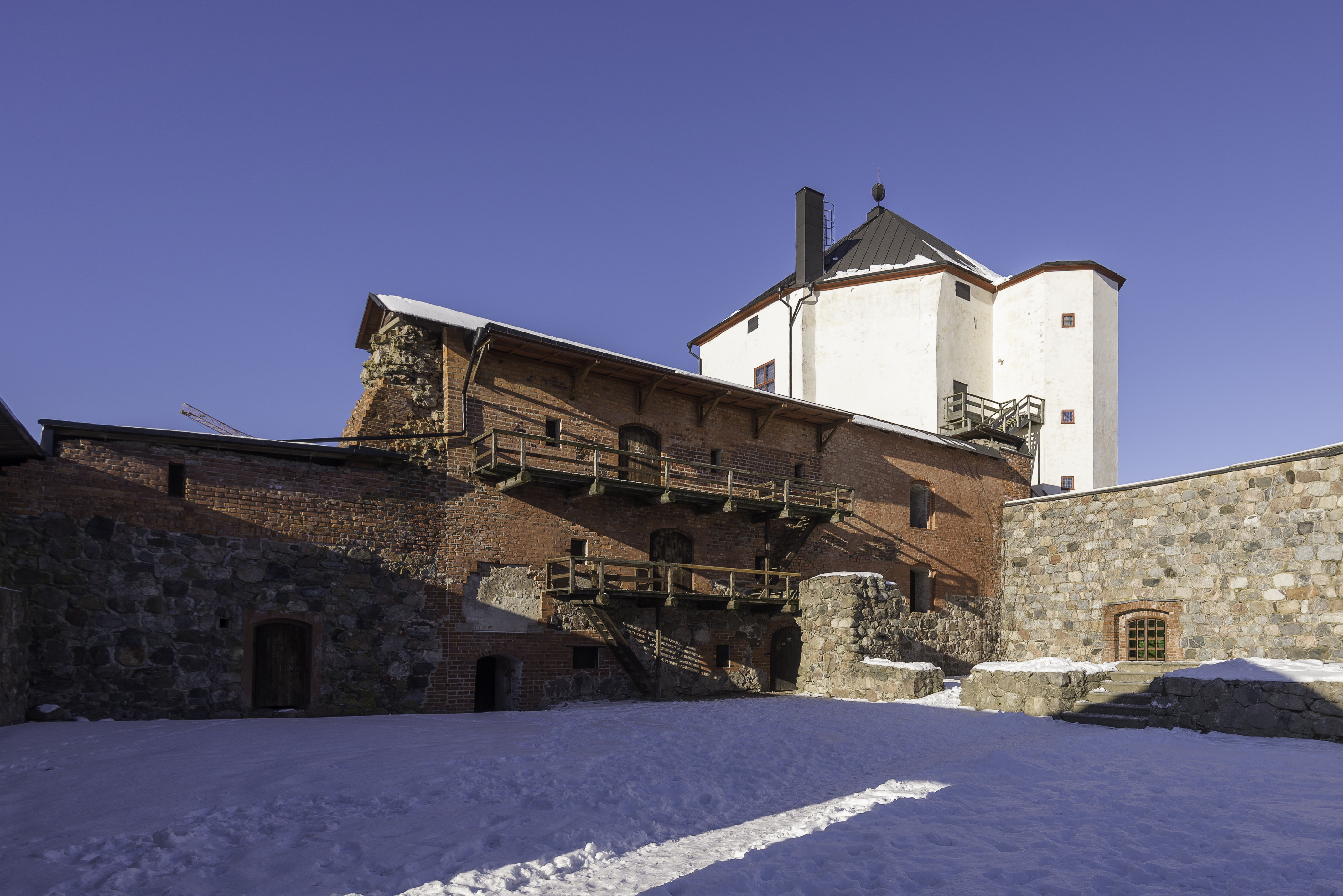
Cortile interno del castello di Nyköping, inverno 2015

Il Banchetto di Nyköping (svedese: Nyköping gästabud) è stato un evento della storia svedese medievale. Si tenne l'11 dicembre 1317 al castello di Nyköping e fu organizzato da re Birger di Svezia. Al banchetto parteciparono anche i suoi fratelli Erik Magnusson e Valdemar, che durante il convito vennero arrestati e rinchiusi nella torre del castello fino alla loro morte.

## Eventi precedenti
Il convito di Nyköping si teneva quasi dieci anni dopo gli Håtunaleken (1306), in occasione dei quali Erik e Valdemar avevano rinchiuso il re Birger e sua moglie nel castello di Nyköping. La prigionia era durata due anni. In quel lasso di tempo, i due fratelli duchi avevano spadroneggiato sulla Svezia e il regno era stato devastato dalle incursioni danesi e norvegesi, nel tentativo di cacciare gli usurpatori. Eric Menved VI di Danimarca e Haakon V (di cui Erik aveva sposato la figlia, Ingeborg), infine si erano alleati e avevano ricondotto Birger sul trono. 
La liberazione di Birger era avvenuta a condizione che il re garantisse a Erik e Valdemar (ma soprattutto a Erik) l'autonomia e il potere che Birger stesso aveva tolto (1304). Dopo la liberazione, Birger fu costretto a dividere il potere. La Svezia venne divisa in tre regni sovrani tra i fratelli. 

## Il banchetto
La Cronaca di Erik (Erikskrönikan) ci fornisce la descrizione di ciò che avvenne dentro il castello.
Birger aveva organizzato il banchetto in occasione delle festività natalizie. Adducendo la riconciliazione con i fratelli, li invitò a Nyköping. Il convito si tenne nella notte tra il 10 e l'11 dicembre 1317. Il seguito dei duchi non poté alloggiare dentro il castello, ma in città: formalmente era una questione di spazio, ma è chiaro che Birger intendeva rimuovere ogni ostacolo alla cattura dei fratelli. Finito il banchetto, i duchi si ritirarono nelle proprie stanza. Fu a quel punto che il balivo del re, Johan von Brunkow irruppe nelle camere con un manipolo di arcieri e li arrestò. Il mattino seguente, venne arrestato anche il seguito di Valdemar ed Erik.
Secondo la Erikskrönikan, re Birger, ricordando gli Håtunaleken, disse ai fratelli:

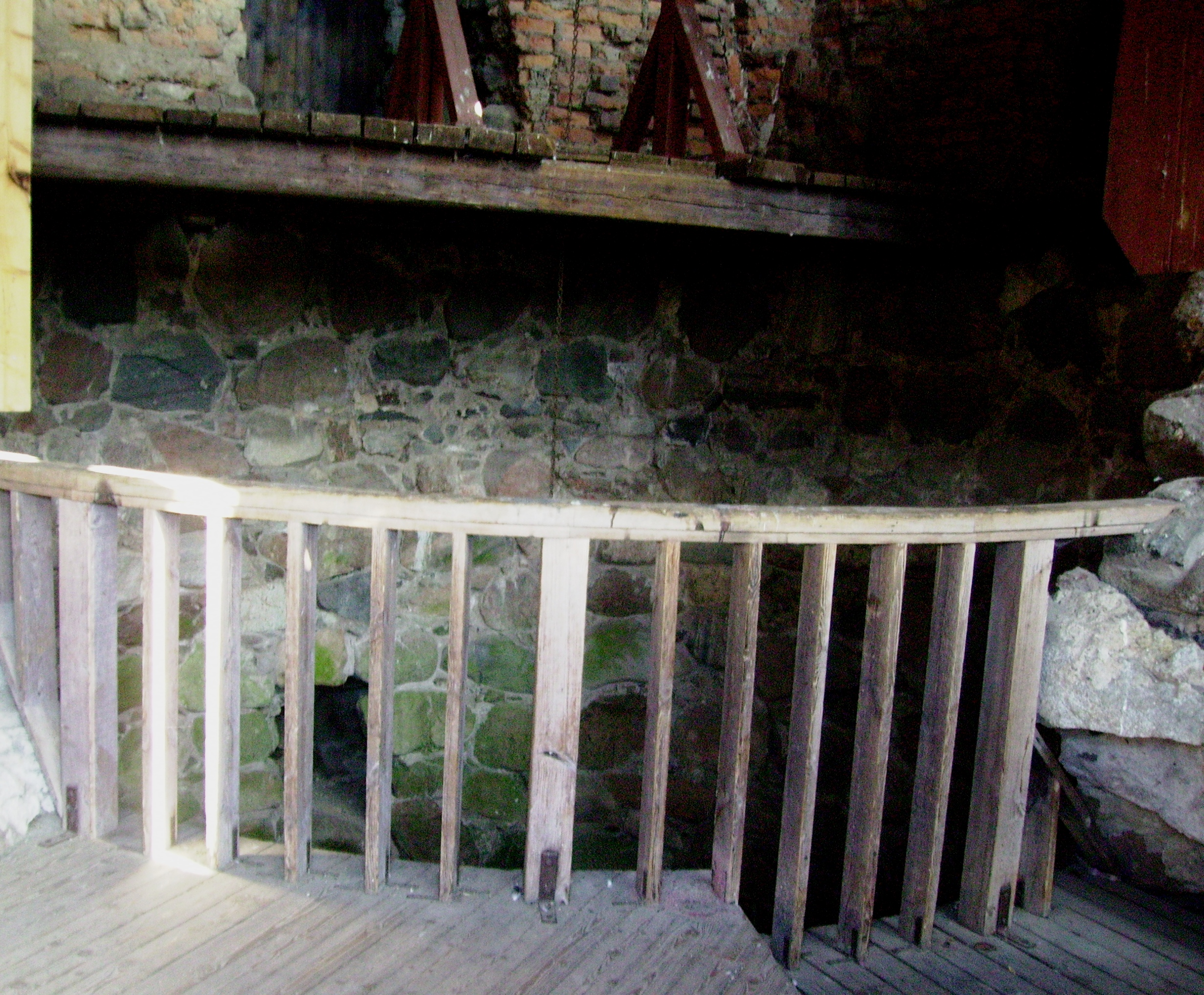
Sito della prigionia di Erik e Valdemar

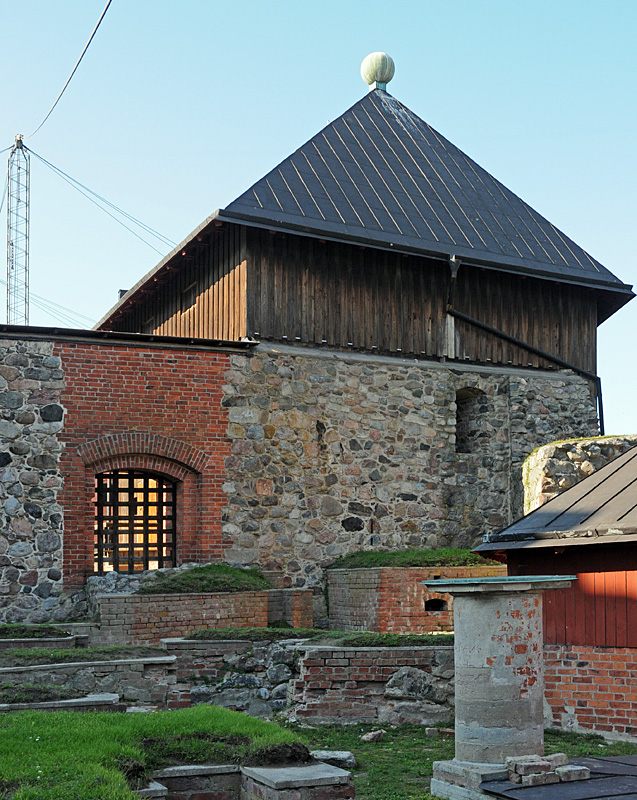
Torre ristrutturata del castello

I duchi vennero imprigionati nel dongione del castello, esattamente dove nove anni prima furono rinchiusi anche Birger e la regina Marta. La loro cella si trovava in una cavità del dongione (tutt'oggi in piedi) e vennero legati, con le mani sollevate, a catene attaccate al muro. Erik e Valdemar morirono forse nel gennaio 1318, dopo cinque settimane di prigionia, per malnutrizione. Lo si può dedurre dai loro testamenti, trascritti il 18 gennaio e ancora oggi esistenti. Secondo la leggenda, Birger gettò la chiave della loro prigione nel fiume Nyköpingsån. Ad avvalorare la tradizione, nel XIX secolo, durante alcuni scavi, venne ritrovata una vecchia chiave medievale. La Cronaca di Erik afferma che per primo morì Erik, Valdemar per ultimo. Furono seppelliti a Stoccolma.
(Erikskrönikan, trad. Gianna Chiesa Isnardi)

## Eventi successivi
Dopo il convito, Birger andò a Stoccolma e cercò di conquistarla, ma senza successo. La città infatti apparteneva a Erik. Una rivolta lo costrinse a fuggire a Gotland e poi in Danimarca, dove trovò asilo presso Eric VI. Morì nel 1321.
Nel 1319 Magnus, il figlio di tre anni di Erik, fu eletto re. Magnus Birgersson, cercò di prendere il castello di Nyköping ma venne sconfitto e scappò via mare insieme a Johan von Brunkow. Catturati in una battaglia navale, vennero giustiziati nel 1320. Brunkow fu ucciso su un'altura (esker) che da lui prende il nome, Brunkeberg. 
Magnus Eriksson governò la Svezia fino al 1343 con il nome di Magnus IV.